# Крашенинников, Михаил Дмитриевич
Михаил Дмитриевич Крашени́нников (1898—1953) — советский инженер-электрик.

## Биография
Родился 7 февраля 1898 года в селе Новое (ныне Ивановская область). Окончил МВТУ имени Н. Э. Баумана (1925). Работал на первой Московской городской электростанции, последняя должность — начальник ремонтно-монтажного отдела.
В марте 1933 года арестован, был осужден по статье 58 на 5 лет ИТЛ. Отбывал наказание в Ухтпечлаге, должность — начальник дизельной электростанции Промысла № 1 имени Г. Г. Ягоды.
В сентябре 1936 году освобождён из-под стражи, работал по вольному найму начальником энергоколонны Промысла № 2, в 1938—1953 годах главный инженер промысла.
Умер 11 октября 1953 года. Похоронен в Ухте на Водненском кладбище.
Реабилитирован 30 октября 1992 года.

## Награды и премии
- Сталинская премия второй степени (1947) — за разработку нового метода получения химического продукта.